# Économie du Vanuatu
 (octobre 2022).
Le Vanuatu est un pays insulaire océanien situé dans le Pacifique sud, indépendant depuis 1980. 
Aujourd'hui[Quand ?], 65 % de la population du Vanuatu habitent dans les zones rurales de l'archipel, alors l'économie repose majoritairement/principalement sur l'agriculture et une pêche de subsistance[réf. nécessaire]. 
Depuis 2003 jusqu'en 2008, Vanuatu a fait des grands progrès économiques et sociaux considérables avec un taux de croissance économique de 6 %.     

## Statistiques de l'économie

### Revenu
Produit intérieur brut (PIB) : 752 millions euros (2018)
Taux de croissance du PIB : 3,2 %
PIB par secteur :

agriculture : 20,6 %

industrie : 11,7 %

services : 67,6 % (2012)
Population sous le seuil de pauvreté : N/A %

### Taux d'inflation
Taux d'inflation (prix à la consommation): 2,8 % (2018)

### Main d'œuvre
la main-d'œuvre : 115 900 (2007)
Les heures travaillées : 40 heures (2014)
Taux de chômage : 1,5 % (2010)
Force de travail, au total : 109,790.07 (2012)
Taux de la main-d'œuvre par secteur :

agriculture : 65 %

industrie : 5 %

services : 30 % (2000)

### Budget
- Revenus : 188,2 millions $
- dépenses : 207,4 millions $ (y compris les dépenses en capital : 700 000 dollars)

### Industries
Industrie
Congélation des aliments et du poisson, transformation du bois, mise en conserve de la viande
Tourisme
Le tourisme est la première industrie d'exportation lequel crée les emplois et enrichir le pays. Alors il y avait le développement de l'infrastructure pour soutenir le tourisme. 
Alors, c'est-à-dire que l'industrie du tourisme est le principal acteur de l'économie du pays avec des infrastructures modernes et une croissance régulière.
Aujourd'hui, le Port-Vila au Vanuatu est considérée comme l'une des plus belles et magnifiques villes du Pacifique sud. Chaque année, plus de 250 000 touristes visitent le Vanuatu dès 2011.
Pêche
Dans les premières années de l’indépendance, le gouvernement de Walter Lini a montré une forte détermination à développer l’exploitation des ressources halieutiques du Vanuatu,  pour renforcer la sécurité alimentaire du pays et ainsi  diminuer  sa dépendance économique vis-à-vis de l’extérieur. De plus, la pêche permettait de varier  l’économie dans les îles en mettant en exploitation un nouvel espace économique avec les pratiques halieutiques traditionnelles couplées à une pêcherie moderne. Cette révolution bleue s’est finalement traduite par un fiasco, c'est-à-dire l’arrêt des actions ou activités de la SPFC à Santo. Quant au développement de la pêche artisanale, il a été victime de son succès initial : « trop de groupements de pêche non rentables en raison d’un manque d’assistance technique solide ». 
La pêche hauturière a autrefois exporté surtout du thon (jaune, obèse et germon), puis de la bonite. La pêche vivrière commercialise seulement la moitié de sa production.
Taux d'accroissement de la production industrielle : 12 % (2011)

### Ressources minières
Les dépôts de minerai sont négligeables : essentiellement un peu de soufre volcanique et d'anciennes mines de manganèse, ainsi que, plus marginalement, du cuivre, du plomb et de l'aluminium. Le pays n'a aucun gisement connu de pétrole.

### Électricité
Électricité - production :
52 GWh (2008)
Électricité - répartition :

énergie fossile :
90 %

hydroélectricité :
0 %

photovoltaïque :
N/A %

nucléaire :
0 %

autres :
10  % 
Électricité - consommation : 40.22GWh (2008)
Électricité - exportation : 220kWh (2008)
Électricité - importation : 0kWh(2008)

### Agriculture
Agriculture - productions :
Les principaux produits agricoles du Vanuatu est le coprah, le kava, le cacao, le taro; l'igname et la canne à sucre. Et 35% de l'exportation du Vanuatu est le coprah.

### Exportations
280 millions de dollars
Exportations - marchandises: Coprah, Viande bovine, Fève de cacao, bois(matériau de construction), Kava et Café.

Exportations - partenaires: Mauritanie (70 millions $), Japon (66 millions $), Philippines (18,4 millions $), Chine (13,7 millions $) et Corée du Sud (8,5 millions $).

Représentation proportionnelle des exportations du Vanuatu (2017).

### Importations
242 millions de dollars
Importations - marchandises :
Machineries et équipements de transport, produits pétroliers, nourriture, produits chimiques
Importations - partenaires : Chine (64,9 millions $), l'Australie (42,5 millions $), Fidji (30,6 millions $), Malaisie (22,9 millions $) et Nouvelle-Zélande (19,3 millions $).

Représentation proportionnelle des importations du Vanuatu (2017).

### Dette et aides
Dette - extérieure: 307,7 millions $ (2002)
Aide économique : 27,5 millions $ (2002)

### Monnaie
La monnaie du Vanuatu est le vatu (VT). 
Taux de change:
| Devise                  | 1 VUV   | Inverser |
| ----------------------- | ------- | -------- |
| Dollar australien       | 0,01251 | 79,9147  |
| Dollar américain        | 0,00852 | 117,412  |
| Dollar néo-zélandais    | 0,01332 | 75,0982  |
| Euro                    | 0,00769 | 130,001  |
| Franc pacifique         | 0,90666 | 1,09653  |
| Dollar fidjien          | 0,01864 | 53,6478  |
| Dollar des îles Salomon | 0,06910 | 14,4711  |
| Livre britannique       | 0,00658 | 152,064  |
| Yuan renminbi           | 0,05986 | 16,7061  |
| Won sud-coréen          | 9,93587 | 0,10065  |